# Kellen Michael
Kellen Michael (* 21. Juli 2004) ist ein US-amerikanischer Schauspieler, der vor allem durch seine wiederkehrende Rolle des Charles Nevin „Chuckie“ Slott in der US-Fernsehserie Shameless internationale Bekanntheit erlangte.

## Leben
Der im Jahre 2004 geborene Kellen Michael begann seine Schauspielkarriere als Darsteller in diversen lokalen und nationalen Werbespots. Erst im Jahre 2012 hatte er in einer Episode der nur kurzlebigen Serie The Unknown, in der Hauptrolle mit Dominic Monaghan, seinen ersten nennenswerten Auftritt im Film- und Fernsehgeschäft. Zwei Jahre später wurde Michael in die Nebenrolle des Charles Nevon „Chuckie“ Slott in die Showtime-Dramedy-Serie Shameless gecastet und war in dieser bisher in drei verschiedenen Staffeln im Einsatz. In der Serie spielt er den ungebildeten und naiven Sohn von Samantha „Sammi“ Slott (gespielt von Emily Bergl), der im weiteren Verlauf der Serie aufgrund seiner Naivität und dem Besitz von illegalen Drogen für vier Monate in eine Jugendstrafanstalt kommt. In der deutschsprachigen Fassung der Serie wird er von Jonas Schmidt-Foß, Sohn von Florian und Neffe von Gerrit und Dennis Schmidt-Foß, gesprochen. Weitere Auftritte im Jahre 2014 hatte er unter anderem in einer Folge von Daniel Toshs Tosh.0, in zwei Episoden von OMG! und einer Folge von South Park, als er den Real-Life-Eric (Eric Theodore Cartman) mimte. 2015 sah man ihn unter anderem in einer Gastrolle in ABCs Marvel’s Agent Carter; mit William Froste, dem The Expendables des Horrorfilms, befindet sich eine weitere Filmproduktion mit Kellen Michael aktuell (Stand: November 2015) in der Vorproduktion. Zu den Werbeeinsätzen Michaels zählen unter anderem ein Werbespot zum Unabhängigkeitstag zu einer Samsung-Waschmaschine bei Best Buy (2015), ein Spot des Festplattenrekorders Hopper von Dish Network (2014) oder ein Spot zum 2015er Dodge Dart SE (2015).

## Filmografie
Filmauftritte (auch Kurzauftritte)
- William Froste → befindet sich aktuell (Stand: November 2015) in der Vorproduktion

Serienauftritte (auch Gast- und Kurzauftritte)
- 2012: The Unknown (1 Episode)
- seit 2014: Shameless
- 2014: Tosh.0 (1 Episode)
- 2014: OMG! (2 Episoden)
- 2014: South Park (1 Episode)
- 2015: Marvel’s Agent Carter (1 Episode)
- 2018: Scorpion (1 Episode)